# Ben 10: Alien Force - Vilgax Attacks
Ben 10: Alien Force - Vilgax Attacks est un jeu vidéo d'action développé par Papaya Studio et édité par D3 Publisher, sorti en 2009 sur Wii, PlayStation 2, Xbox 360, Nintendo DS et PlayStation Portable.

## Accueil
- Jeuxvideo.com : 8/20 (PS2/PSP/Wii/X360)[1]